# Xena Ngomateke
Xena Ngomateke (née le 26 août 1998 à Paris), est une athlète franco-centrafricaine, spécialiste du lancer du marteau. Elle représente la France puis la République centrafricaine au niveau international.

## Carrière
Xena Ngomateke, sociétaire de l'Entente Franconville Césame Val-d'Oise, termine deuxième du concours du lancer du marteau aux Championnats de France d'athlétisme 2022 à Caen. Elle est à nouveau vice-championne de France du lancer du marteau aux championnats de France hivernaux de lancers 2023 à Salon-de-Provence.
Elle obtient la médaille de bronze au lancer du marteau lors des Championnats d'Afrique d'athlétisme 2024 à Douala.

### Palmarès
| Date                                      | Compétition            | Lieu                   | Résultat               | Discipline             | Marque                 |
| Représentant la France                    | Représentant la France | Représentant la France | Représentant la France | Représentant la France | Représentant la France |
| ----------------------------------------- | ---------------------- | ---------------------- | ---------------------- | ---------------------- | ---------------------- |
| 2022                                      | Jeux méditerranéens    | Oran                   | 4e                     | Lancer du marteau      | 65,42 m                |
| Représentant la République centrafricaine |                        |                        |                        |                        |                        |
| 2024                                      | Championnats d'Afrique | Douala                 | 3e                     | Lancer du marteau      | 65,84 m                |

### Records
| Épreuve           | Performance | Lieu   | Date             |
| ----------------- | ----------- | ------ | ---------------- |
| Lancer du marteau | 69,15 m     | Troyes | 1er juillet 2023 |